# Alticorpus
Alticorpus es un géneropequeño de peces de la familia Cichlidae que contiene cinco especies descritas y por lo menos dos aún no descritas, todas endémicas de las profundidades del lago Malawi.

## Especies
- Alticorpus geoffreyi
- Alticorpus macrocleithrum
- Alticorpus mentale
- Alticorpus pectinatum
- Alticorpus peterdaviesi
- Alticorpus profundicola